# William Simmes
William Simmes (1575 circa – 1625 circa) è stato un compositore e musicista inglese del Rinascimento.

## Biografia
Quasi nulla si conosce sulla sua vita e sulla sua produzione musicale, se non che era al servizio del conte di Dorset nel 1608.

## Registrazioni
- Renaissance Brass Music - Eastman Brass Quintet, Paris Instrumental Ensemble, Florian Hollard. Philip Collins, Daniel Patrylak, Verne Reynolds, Donald Knaub, Cherry Beauregard. ADD CD, Vox Allegretto ACD 8154, 1993, 76 mins.
- Rise, O My Soul - Les Voix Humaines, Christopher Jackson. DDD CD, ATMA Classique, ASIN: B000OYAYH6, June 2007.